# 오타시
오타시(일본어: 太田市)는 일본 간토 지방 북부, 군마현 남동부에 있는 특례시이다.

## 개요
스바루를 중심으로 하는 기타칸토 제일의 공업 도시이자 인접하는 아시카가시, 기류시와 함께 료모 지역을 형성한다. 도쿄 도심에서 북서쪽으로 약 80km, 현청 소재지인 마에바시시에서 동쪽으로 약 30km 떨어져 있다.
에도 시대에는 다이고인의 몬젠마치, 닛코레이헤이시 가도의 역참 마을(오타 숙소)로 발달했다. 다이쇼 시대 이후에는 현재의 스바루와 그 전신인 나카지마 비행기의 기업 도시로 비약적인 발전을 이루었다. 현재도 공업 제품 출하액이 1조 7200억 엔을 넘어 기타칸토 3현의 도시 중 1위이다.
기타칸토 공업지역 유수의 공업도시이며 주변의 기류시, 다테바야시시, 아시카가시, 사노시와 함께 료모 지역의 도시핵이 되고 있다. 이러한 공장에서 일하는 일본계 브라질인, 페루인 등이 많아 인접하는 이세사키시, 오이즈미정처럼 재일 외국인이 많이 살고 있는 것도 특징이다. 인구의 거의 60%가 스바루와 그 관련 회사의 종업원과 그 가족이며 세대의 대부분이 직장인의 핵가족이다. 공업 출하액의 약 70%를 자동차 산업에 의존하고 있다.

## 지리
군마현 남동부이자 간토평야 북부에 위치하고, 남쪽에 도네강, 북동쪽에 와타라세강이 있고 그 사이에 끼어 있는 지역에 있다. 시내의 고도는 남부, 남서부, 북동부, 동부는 30~40m의 저지이고 시가지 부근 등 중앙부와 서부, 북서부는 40~70m이지만, 시가지 북부에는 높이 223m의 닛타카나산이 우뚝 솟아 있고 북서부의 도부 기류선 동쪽과 야부즈카 온천 부근에는 100~200m의 하치오지 구릉이 있다.

## 역사
이와주쿠 유적의 발굴 조사에서 밝혀진 것처럼 이 지역에는 약 3만 년 전 구석기 시대부터 사람이 살고 있었다. 도시의 이름은 과거 이곳에 있었던 오타주쿠(太田宿)에서 유래되었다.
- 1889년 4월 1일 - 정촌제 시행과 함께 닛타군에 오타정이 탄생하였다.
- 1948년 5월 3일 - 시로 승격하였다.
- 2005년 3월 28일 - 옛 오타시, 닛타군 오지마정, 닛타정, 야부즈카혼정 등 1시 3정이 신설 합병해 새로운 오타시가 되었다.

## 교통

### 철도
- 도부 철도
  - 이세사키선
  - 기류선
  - 고이즈미선

### 도로
- 기타칸토 자동차도
- 국도 제17호선
- 국도 제50호선
- 국도 제122호선
- 국도 제354호선
- 국도 제462호선

## 인구
| 연도 | 인구    | ±%     |
| ---- | ------- | ------ |
| 1960 | 127,353 | —      |
| 1970 | 141,491 | +11.1% |
| 1980 | 175,381 | +24.0% |
| 1990 | 197,139 | +12.4% |
| 2000 | 210,022 | +6.5%  |
| 2010 | 216,444 | +3.1%  |

## 자매 도시
- 미국 캘리포니아주 버뱅크
- 미국 인디애나주 라파예트
- 중화인민공화국 랴오닝성 잉커우시